# Fussballclub Freienbach 2022-2023
Questa voce raccoglie le informazioni riguardanti il Fussballclub Freienbach nelle competizioni ufficiali della stagione 2022-2023.

## Stagione
Nella stagione 2022-2023 il Freienbach, allenato da Jürgen Seeberger e Stefan Flühmann, concluse il campionato di Prima Lega al 14º posto.

## Rosa
| N. |                               | Ruolo | Calciatore        |
| -- | ----------------------------- | ----- | ----------------- |
| 1  | Italia (bandiera)             | P     | Luigi Spataro     |
| 2  | Italia (bandiera)             | D     | Alessio Stumpo    |
| 3  | Svizzera (bandiera)           | D     | Erick Ntsika      |
| 4  | Svizzera (bandiera)           | D     | Joel Vegezzi      |
| 5  | Germania (bandiera)           | C     | Louis Spindler    |
| 6  | Svizzera (bandiera)           | C     | Yasha Schärer     |
| 7  | Francia (bandiera)            | A     | Babelessa Backa   |
| 8  | Svizzera (bandiera)           | A     | Alessandro Sabino |
| 9  | Italia (bandiera)             | D     | Adriano Sodano    |
| 10 | Svizzera (bandiera)           | C     | Nikolaj Gavrić    |
| 11 | Svizzera (bandiera)           | A     | Tim Kägi          |
| 12 | Macedonia del Nord (bandiera) | D     | Taulant Junuzi    |
| 13 | Italia (bandiera)             | A     | Aleandro Norelli  |
| 14 | Svizzera (bandiera)           | D     | Jan Auf der Maur  |
| 15 | Albania (bandiera)            | D     | Arbnor Fejzulahi  |
| 16 | Svizzera (bandiera)           | C     | Amel Hadzic       |
| 17 | Svizzera (bandiera)           | C     | Levi Egli         |

| N. |                          | Ruolo | Calciatore         |
| -- | ------------------------ | ----- | ------------------ |
| 18 | Svizzera (bandiera)      | C     | Luca Straub        |
| 19 | Serbia (bandiera)        | C     | Aleksandar Radović |
| 20 | Svizzera (bandiera)      | D     | Tiago Ribeiro      |
| 21 | Svizzera (bandiera)      | C     | Mirco Döttling     |
| 23 | Brasile (bandiera)       | C     | Giovanni La Rocca  |
| 24 | Svizzera (bandiera)      | C     | Luca Schnyder      |
| 25 | Svizzera (bandiera)      | D     | Mattia Spiniello   |
| 26 | Svizzera (bandiera)      | D     | Robin Bieli        |
| 30 | Liechtenstein (bandiera) | P     | Lorenzo Lo Russo   |
|    | Malta (bandiera)         | P     | Philip Schranz     |
|    | Svizzera (bandiera)      | P     | Andrin Züger       |
|    | Svizzera (bandiera)      | D     | Mavin Vangu        |
|    | Svizzera (bandiera)      | C     | Andrin Burkart     |
|    | Svizzera (bandiera)      | C     | Lars Schnelli      |
|    | Eritrea (bandiera)       | C     | Nahom Yosief       |
|    | Svizzera (bandiera)      | A     | David Babic        |
|    | Svizzera (bandiera)      | A     | Manuel Pfenninger  |

## Organigramma societario
Area tecnica
- Allenatore: Stefan Flühmann
- Allenatore in seconda:
- Preparatore dei portieri:
- Preparatori atletici:

## Calciomercato

### Sessione estiva
| Acquisti | Acquisti        | Acquisti                | Acquisti |
| R.       | Nome            | da                      | Modalità |
| -------- | --------------- | ----------------------- | -------- |
| C        | Denis Muráň     | Template:Calcio SC Imst |          |
| A        | Tim Kägi        | Zurigo II               |          |
| C        | Louis Spindler  | Brühl                   |          |
| C        | Yasha Schärer   | Zurigo II               |          |
| A        | Babelessa Backa | Linth 04                |          |
| D        | Robin Bieli     | Zugo                    |          |
| D        | Taulant Junuzi  | Thalwil                 |          |
| P        | Luigi Spataro   | Rapperswil-Jona         |          |

| Cessioni | Cessioni        | Cessioni        | Cessioni |
| R.       | Nome            | a               | Modalità |
| -------- | --------------- | --------------- | -------- |
| D        | Salen Dzaferi   | Horgen          |          |
| A        | Machado         | Zugo            |          |
| C        | Fabio Solimando | Cham            |          |
| C        | Felix Knörle    | Gossau          |          |
| C        | Davide D'Acunto | Muri            |          |
| D        | Nino Simic      | Muri            |          |
| D        | Adriano Sodano  | Rapperswil-Jona |          |
| A        | Marsel Stević   | Weesen          |          |

### Sessione invernale
| Acquisti | Acquisti          | Acquisti        | Acquisti |
| R.       | Nome              | da              | Modalità |
| -------- | ----------------- | --------------- | -------- |
| C        | Giovanni La Rocca | Tuggen          |          |
| D        | Alessio Stumpo    | Weesen          |          |
| A        | Aleandro Norelli  | Weesen          |          |
| D        | Arbnor Fejzulahi  | Rapperswil-Jona |          |
| C        | Lars Schnelli     | Wollerau        |          |

| Cessioni | Cessioni       | Cessioni   | Cessioni |
| R.       | Nome           | a          | Modalità |
| -------- | -------------- | ---------- | -------- |
| C        | Gian Boos      | Witikon    |          |
| C        | Denis Muráň    | Einsiedeln |          |
| D        | Bjorn Bonthuis | Rotkreuz   |          |

## Risultati

### Prima Lega

#### andata
| Freienbach 6 agosto 2022, ore 16:00 CEST 1ª giornata                       | Freienbach | 2 – 1 referto | Linth 04 | Sportanlage Chrummen (430 spett.) |
| \| \| \| \| \| Backa 29’ Ribeiro 69’ (rig.) \| Marcatori \| 58’ Pereira \| |            |               |          |                                   |
|                                                                            |            |               |          |                                   |
| Backa 29’ Ribeiro 69’ (rig.)                                               | Marcatori  | 58’ Pereira   |          |                                   |

| Zurigo 14 agosto 2022, ore 16:00 CEST 2ª giornata         | Kosova Zurigo | 1 – 1 referto | Freienbach | Juchhof 1 (180 spett.) |
| \| \| \| \| \| Foniqi 74’ \| Marcatori \| 13’ Döttling \| |               |               |            |                        |
|                                                           |               |               |            |                        |
| Foniqi 74’                                                | Marcatori     | 13’ Döttling  |            |                        |

| Freienbach 21 agosto 2022, ore 15:00 CEST 3ª giornata                                       | Freienbach | 3 – 3 referto              | Eschen/Mauren | Sportanlage Chrummen (250 spett.) |
| \| \| \| \| \| Sabino 6’ Kägi 72’ Schärer 79’ \| Marcatori \| 4’ Shabani 25’, 29’ Krnjic \| |            |                            |               |                                   |
|                                                                                             |            |                            |               |                                   |
| Sabino 6’ Kägi 72’ Schärer 79’                                                              | Marcatori  | 4’ Shabani 25’, 29’ Krnjic |               |                                   |

| Winterthur 27 agosto 2022, ore 16:00 CEST 4ª giornata                                                  | Winterthur II | 3 – 4 referto                       | Freienbach | Stadion Schützenwiese |
| \| \| \| \| \| Dakaj 20’ Ballet 71’, 81’ (rig.) \| Marcatori \| 43’ Sabino 62’ Straub 90’, 94’ Egli \| |               |                                     |            |                       |
| |               |                                     |            |                       |
| Dakaj 20’ Ballet 71’, 81’ (rig.)                                                                       | Marcatori     | 43’ Sabino 62’ Straub 90’, 94’ Egli |            |                       |

| Freienbach 3 settembre 2022, ore 16:00 CEST 5ª giornata       | Freienbach | 0 – 2 referto               | Taverne | Sportanlage Chrummen (150 spett.) |
| \| \| \| \| \| \| Marcatori \| 38’ Vitulli 73’ Muadianvita \| |            |                             |         |                                   |
|                                                               |            |                             |         |                                   |
|                                                               | Marcatori  | 38’ Vitulli 73’ Muadianvita |         |                                   |

| Niederhasli 10 settembre 2022, ore 16:00 CEST 6ª giornata                                          | Grasshoppers II | 6 – 0 referto | Freienbach | GC Campus AG (200 spett.) |
| \| \| \| \| \| Demhasaj 9’, 44’, 73’ Zukaj 33’ Blasucci 40’ (rig.) Zivkovic 85’ \| Marcatori \| \| |                 |               |            |                           |
| |                 |               |            |                           |
| Demhasaj 9’, 44’, 73’ Zukaj 33’ Blasucci 40’ (rig.) Zivkovic 85’                                   | Marcatori       |               |            |                           |

| Freienbach 17 settembre 2022, ore 16:00 CEST 7ª giornata            | Freienbach | 1 – 2 referto           | Tuggen | Sportanlage Chrummen (250 spett.) |
| \| \| \| \| \| Backa 77’ \| Marcatori \| 38’ (rig.), 57’ Jakupov \| |            |                         |        |                                   |
|                                                                     |            |                         |        |                                   |
| Backa 77’                                                           | Marcatori  | 38’ (rig.), 57’ Jakupov |        |                                   |

| Weesen 24 settembre 2022, ore 17:30 CEST 8ª giornata                 | Weesen    | 2 – 1 referto | Freienbach | Sportplatz Moos |
| \| \| \| \| \| Gentile 4’ Fernando 75’ \| Marcatori \| 61’ Sabino \| |           |               |            |                 |
|                                                                      |           |               |            |                 |
| Gentile 4’ Fernando 75’                                              | Marcatori | 61’ Sabino    |            |                 |

| Freienbach 1º ottobre 2022, ore 16:00 CEST 9ª giornata                                              | Freienbach | 3 – 2 referto            | Kreuzlingen | Sportanlage Chrummen (160 spett.) |
| \| \| \| \| \| Sabino 23’ Schärer 43’ (rig.) Straub 61’ \| Marcatori \| 46’ Arifagic 64’ Ismaili \| |            |                          |             |                                   |
| |            |                          |             |                                   |
| Sabino 23’ Schärer 43’ (rig.) Straub 61’                                                            | Marcatori  | 46’ Arifagic 64’ Ismaili |             |                                   |

| Uzwil 8 ottobre 2022, ore 16:00 CEST 10ª giornata               | Uzwil     | 2 – 0 referto | Freienbach | Sportanlage Rüti (150 spett.) |
| \| \| \| \| \| Lanzendorfer 27’ Hajrović 90’ \| Marcatori \| \| |           |               |            |                               |
|                                                                 |           |               |            |                               |
| Lanzendorfer 27’ Hajrović 90’                                   | Marcatori |               |            |                               |

| Freienbach 15 ottobre 2022, ore 16:00 CEST 11ª giornata                                | Freienbach | 2 – 2 referto           | Gossau | Sportanlage Chrummen (150 spett.) |
| \| \| \| \| \| Franin 15’ (aut.) Straub 31’ \| Marcatori \| 5’, 44’ (rig.) Abegglen \| |            |                         |        |                                   |
|                                                                                        |            |                         |        |                                   |
| Franin 15’ (aut.) Straub 31’                                                           | Marcatori  | 5’, 44’ (rig.) Abegglen |        |                                   |

| Collina d'Oro 29 ottobre 2022, ore 17:00 CEST 12ª giornata                                     | Paradiso  | 5 – 0 referto | Freienbach | Campo Pian Scairolo (250 spett.) |
| \| \| \| \| \| Rossini 12’, 45’ Bennati 63’ Guarino 74’ (rig.) Stojanov 87’ \| Marcatori \| \| |           |               |            |                                  |
|                                                                                                |           |               |            |                                  |
| Rossini 12’, 45’ Bennati 63’ Guarino 74’ (rig.) Stojanov 87’                                   | Marcatori |               |            |                                  |

| Freienbach 5 novembre 2022, ore 16:00 CET 13ª giornata | Freienbach | 1 – 0 referto | Höngg | Sportanlage Chrummen (150 spett.) |
| \| \| \| \| \| Straub 63’ \| Marcatori \| \|           |            |               |       |                                   |
|                                                        |            |               |       |                                   |
| Straub 63’                                             | Marcatori  |               |       |                                   |

| Freienbach 12 novembre 2022, ore 16:00 CET 14ª giornata | Freienbach | 0 – 0 referto | Wettswil-Bonstetten | Sportanlage Chrummen |

| Canobbio 19 novembre 2022, ore 17:00 CET 15ª giornata                   | Lugano II | 3 – 0 referto | Freienbach | Centro sportivo Al Maglio |
| \| \| \| \| \| Spinelli 44’ Pizzagalli 60’ Bašić 78’ \| Marcatori \| \| |           |               |            |                           |
|                                                                         |           |               |            |                           |
| Spinelli 44’ Pizzagalli 60’ Bašić 78’                                   | Marcatori |               |            |                           |

#### ritorno
| Näfels 26 novembre 2022, ore 16:00 CET 16ª giornata | Linth 04  | 1 – 0 referto | Freienbach | Linth-Arena |
| \| \| \| \| \| Zürni 70’ \| Marcatori \| \|         |           |               |            |             |
|                                                     |           |               |            |             |
| Zürni 70’                                           | Marcatori |               |            |             |

| Freienbach 25 febbraio 2023, ore 16:00 CET 17ª giornata | Freienbach | 2 – 0 referto | Kosova Zurigo | Sportanlage Chrummen (180 spett.) |
| \| \| \| \| \| Ribeiro 19’ Rocca 90’ \| Marcatori \| \| |            |               |               |                                   |
|                                                         |            |               |               |                                   |
| Ribeiro 19’ Rocca 90’                                   | Marcatori  |               |               |                                   |

| Eschen 4 marzo 2023, ore 15:00 CET 18ª giornata | Eschen/Mauren | 0 – 1 referto | Freienbach | Sportpark Eschen (350 spett.) |
| \| \| \| \| \| \| Marcatori \| 49’ Sabino \|    |               |               |            |                               |
|                                                 |               |               |            |                               |
|                                                 | Marcatori     | 49’ Sabino    |            |                               |

| Freienbach 22 marzo 2023, ore 20:00 CET 19ª giornata                                             | Freienbach | 3 – 3 referto                       | Winterthur II | Sportanlage Chrummen (180 spett.) |
| \| \| \| \| \| Straub 26’, 47’ Sodano 55’ \| Marcatori \| 19’ (rig.), 41’ Barletta 54’ Vögele \| |            |                                     |               |                                   |
|                                                                                                  |            |                                     |               |                                   |
| Straub 26’, 47’ Sodano 55’                                                                       | Marcatori  | 19’ (rig.), 41’ Barletta 54’ Vögele |               |                                   |

| Torricella-Taverne 18 marzo 2023, ore 15:00 CET 20ª giornata | Taverne   | 0 – 2 referto        | Freienbach | Campo comunale Taverne |
| \| \| \| \| \| \| Marcatori \| 50’ Straub 80’ Backa \|       |           |                      |            |                        |
|                                                              |           |                      |            |                        |
|                                                              | Marcatori | 50’ Straub 80’ Backa |            |                        |

| Freienbach 29 marzo 2023, ore 20:00 CEST 21ª giornata                                               | Freienbach | 2 – 5 referto                                 | Grasshoppers II | Sportanlage Chrummen (250 spett.) |
| \| \| \| \| \| Bieli 4’ Sabino 16’ \| Marcatori \| 10’, 90’ Uka 19’ Blasucci 22’ Vesco 86’ Hoxha \| |            |                                               |                 |                                   |
| |            |                                               |                 |                                   |
| Bieli 4’ Sabino 16’                                                                                 | Marcatori  | 10’, 90’ Uka 19’ Blasucci 22’ Vesco 86’ Hoxha |                 |                                   |

| Tuggen 1º aprile 2023, ore 16:00 CEST 22ª giornata         | Tuggen    | 1 – 1 referto | Freienbach | Sportplatz Linthstrasse |
| \| \| \| \| \| Jakupov 68’ \| Marcatori \| 39’ Döttling \| |           |               |            |                         |
|                                                            |           |               |            |                         |
| Jakupov 68’                                                | Marcatori | 39’ Döttling  |            |                         |

| Freienbach 6 aprile 2023, ore 20:00 CEST 23ª giornata             | Freienbach | 2 – 1 referto | Weesen | Sportanlage Chrummen (300 spett.) |
| \| \| \| \| \| Sodano 89’ Rocca 90’ \| Marcatori \| 38’ Stević \| |            |               |        |                                   |
|                                                                   |            |               |        |                                   |
| Sodano 89’ Rocca 90’                                              | Marcatori  | 38’ Stević    |        |                                   |

| Kreuzlingen 15 aprile 2023, ore 16:00 CEST 24ª giornata                                | Kreuzlingen | 2 – 1 referto       | Freienbach | Sportplatz Hafenareal |
| \| \| \| \| \| Arifagic 13’ Rama-Bitterfeld 26’ \| Marcatori \| 88’ (rig.) Döttling \| |             |                     |            |                       |
|                                                                                        |             |                     |            |                       |
| Arifagic 13’ Rama-Bitterfeld 26’                                                       | Marcatori   | 88’ (rig.) Döttling |            |                       |

| Freienbach 22 aprile 2023, ore 16:00 CEST 25ª giornata                 | Freienbach | 1 – 1 referto       | Uzwil | Sportanlage Chrummen |
| \| \| \| \| \| Rocca 45’ (rig.) \| Marcatori \| 64’ (rig.) Hajrović \| |            |                     |       |                      |
|                                                                        |            |                     |       |                      |
| Rocca 45’ (rig.)                                                       | Marcatori  | 64’ (rig.) Hajrović |       |                      |

| Gossau 29 aprile 2023, ore 16:00 CEST 26ª giornata   | Gossau    | 1 – 1 referto | Freienbach | Sportanlage Buechenwald |
| \| \| \| \| \| Shala 63’ \| Marcatori \| 5’ Rocca \| |           |               |            |                         |
|                                                      |           |               |            |                         |
| Shala 63’                                            | Marcatori | 5’ Rocca      |            |                         |

| 6 maggio 2023, ore 16:00 CEST 27ª giornata | Freienbach | 0 – 0 | Paradiso |  |

| 13 maggio 2023, ore 16:00 CEST 28ª giornata | Höngg | 3 – 2 | Freienbach |  |

| 20 maggio 2023, ore 16:00 CEST 29ª giornata | Wettswil-Bonstetten | 2 – 1 | Freienbach |  |

| 27 maggio 2023, ore 16:00 CEST 30ª giornata | Freienbach | 1 – 1 | Lugano II |  |

## Statistiche

### Statistiche di squadra
| Competizione | Punti | In casa | In casa | In casa | In casa | In casa | In casa | In trasferta | In trasferta | In trasferta | In trasferta | In trasferta | In trasferta | Totale | Totale | Totale | Totale | Totale | Totale | DR  |
| Competizione | Punti | G       | V       | N       | P       | Gf      | Gs      | G            | V            | N            | P            | Gf           | Gs           | G      | V      | N      | P      | Gf     | Gs     | DR  |
| ------------ | ----- | ------- | ------- | ------- | ------- | ------- | ------- | ------------ | ------------ | ------------ | ------------ | ------------ | ------------ | ------ | ------ | ------ | ------ | ------ | ------ | --- |
| Prima Lega   | 34    | 15      | 5       | 7       | 3       | 23      | 23      | 15           | 3            | 3            | 9            | 15           | 32           | 30     | 8      | 10     | 12     | 38     | 55     | -17 |
| Totale       | 34    | 15      | 5       | 7       | 3       | 23      | 23      | 15           | 3            | 3            | 9            | 15           | 32           | 30     | 8      | 10     | 12     | 38     | 55     | -17 |

### Andamento in campionato
| Giornata  | 1 | 2 | 3 | 4 | 5 | 6  | 7  | 8  | 9  | 10 | 11 | 12 | 13 | 14 | 15 | 16 | 17 | 18 | 19 | 20 | 21 | 22 | 23 | 24 | 25 | 26 | 27 | 28 | 29 | 30 |
| --------- | - | - | - | - | - | -- | -- | -- | -- | -- | -- | -- | -- | -- | -- | -- | -- | -- | -- | -- | -- | -- | -- | -- | -- | -- | -- | -- | -- | -- |
| Luogo     | C | T | C | T | C | T  | C  | T  | C  | T  | C  | T  | C  | C  | T  | T  | C  | T  | C  | T  | C  | T  | C  | T  | C  | T  | C  | T  | T  | C  |
| Risultato | V | N | N | V | P | P  | P  | P  | V  | P  | N  | P  | V  | N  | P  | P  | V  | V  | N  | V  | P  | N  | V  | P  | N  | N  | N  | P  | P  | N  |
| Posizione | 5 | 4 | 8 | 7 | 9 | 11 | 12 | 15 | 13 | 14 | 14 | 15 | 14 | 13 | 15 | 16 | 14 | 14 | 13 | 10 | 12 | 12 | 11 | 11 | 13 | 12 | 12 | 14 | 14 | 14 |

Legenda:

Luogo: C = Casa; T = Trasferta. Risultato: V = Vittoria; N = Pareggio; P = Sconfitta.